# Текстильні волокна
Текстильні волокна — це тонкі пружні ворсинки обмеженої довжини, що використовують для виготовлення пряжі  і текстильних виробів. Їх поділяють на елементарні і технічні. Елементарними називаються одиничні волокна  неподільні на мілкіші (бавовна, вовна, шовк, хімічні волокна). Технічні волокна складаються з поздовжньо складених та скріплених елементарних волокон (конопля, льон, джут, кенаф, пенька та ін.). Окремі елементарні волокна в технічному волокні склеєні природною клейовою речовиною — пектином. Довжина волокон вимірюється в мм, поперечний переріз в мкм. Таку нитку називають пряжею. Текстильні волокна повинні володіти такими властивостями: прядильною здатністю, значною міцністю, гігроскопічністю, гнучкістю, опором стиранню, певною щільністю, відносним видовженням. Крім того, вони мають бути розсипчастими (легко ділитися), малоелектризуючими, мати мало дефектів. За походженням усі текстильні волокна поділяють на натуральні та хімічні.

### Натуральні волокна
Натуральні волокна — найцінніші, найкоштовніші й найкорисніші для здоров'я людини, бо існують у природі. Вони є рослинного, тваринного та мінерального походження.

#### Рослинного походження

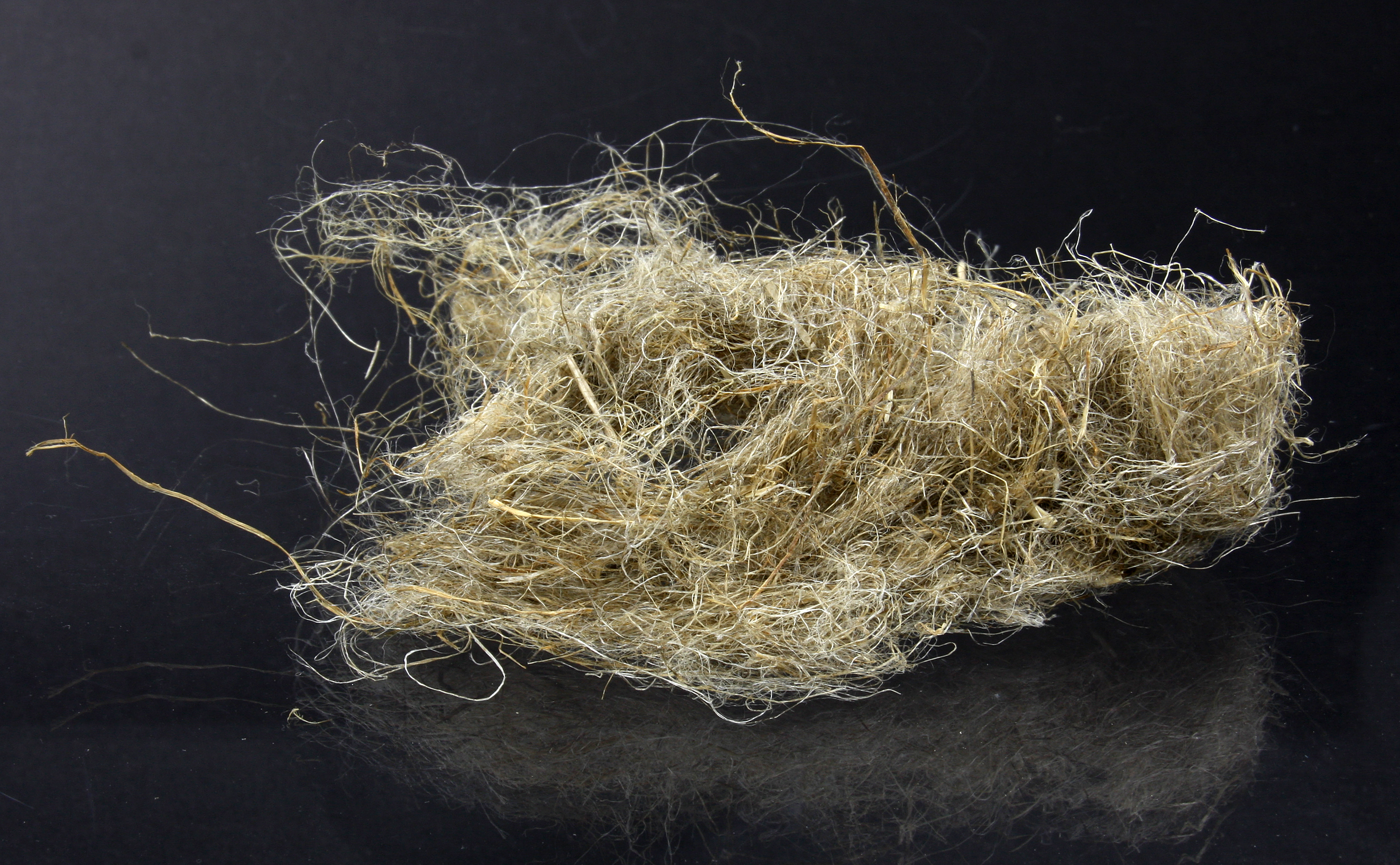
Волокно льону

Сировиною для натуральних волокон рослинного походження є бавовник, льон, коноплі, джут, кенаф та ін. рослини. Для виготовлення волокон використовують насіння, плоди, стебла та листя тих чи інших рослин.
Волокна бавовни — це тонкі волоски, які покривають поверхню насіння бавовнику — кущоподібної рослини. Бавовна — це один з видів сировини текстильної промисловості. З бавовни отримують тонку, рівномірну і міцну пряжу і роблять з неї найрізноманітніші тканини — від найтонших до товстих оббивних тканин. Виготовляють різні текстильні матеріали та вироби.
Лляне́ волокно́ також льоноволокно́ — текстильне волокно рослинного походження, одержане з стебел льону-довгунця — однолітньої трав'янистої рослини. У сировинному балансі текстильної промисловості льоноволокно посідає друге місце після бавовни.  Льоноволокно використовують для виготовлення тканин різного призначення — від витонченого батисту до грубого брезенту, парусини
Луб'яне волокно — текстильні волокна, які отримують із стебел і листя рослин. До них належать ще, крім льону, коноплеволокно, джут, кенаф, рамі, мачула, які досить обмежено використовують у виробництві тканин побутового призначення, але широко використовують для виробництва різноманітних текстильних виробів технічного призначення.

#### Тваринного походження
Волокно тваринного походження одержують з волосяного покриву (вовни) овець, кіз, верблюдів та ін. тварин або з коконів (шовку) шовкопрядів. Вовна є сировиною для валяльно-повстяного, а вовняна пряжа — для текст. і трикот. виробн. Шовк-сирець використовують безпосередньо або після скручування гол. чин. для виготовлення тканин.
Волокно вовни — волосяний покрив тварин, який переробляють у пряжу або войлок. Звичайна вовна — це волосяний покрів овець. Вовну, яку отримують від інших тварин (лам, кіз, верблюдів), називають відповідно назві тварин.
Натуральний шовк — це тонкі текстильні нитки, які отримують з коконів шовкопрядів: тутового та дубового. Шовкопряд має чотири стадії розвитку: яйце (відкладене метеликом), гусінь, лялечка й метелик. Нитку натурального шовку, що отримують під час кокономотання, називають шовком-сирцем.
Волокно мінерального походження утворюється в гірських породах та лаві. До них належить, напр., азбестове (див. Азбест) волокно, пряжа якого йде на вироблення вогнестійких, фільтрувальних та ін. технічних тканин. 

### Хімічні волокна
Хімі́чні воло́кна — волокна, які одержують з продуктів хімічної переробки природних полімерів (штучні волокна) або з синтетичних полімерів (синтетичні волокна). Вони виготовляються промисловим методом на комбінатах хімічних волокон за допомогою спеціального обладнання. Вихідною сировиною для виготовлення хімічних волокон є природні або синтезовані високомолекулярні сполуки — полімери.

#### Штучні волокна
Штучні волокна — волокна, які одержують з продуктів хімічної переробки природних полімерів
Віскозне волокно (viscose) — це регенероване целюлозне волокно, яке отримують в результаті віскозного процесу, що складається з: підготовки целюлози, прядильного розчину, формування волокна та оздоблення.
Ацетатне волокно — це волокно ацетилцелюлозне, в якому 74-92 відсотки гідроксильних груп є ацетильованими. Виробляють його з деревини або бавовняної целюлози, яка проходить обробку оцтовим ангідридом при присутності двох кислот: сірчаної і оцтової.
Триацетатне волокно виготовляють з деревини або бавовняної целюлози. Підготовку сировини виконують так само, як і при виготовленні ацетатного волокна.

#### Синтетичні волокна
Синтетичне волокно — хімічне волокно, яке формують із синтетичних полімерів. У промисловості для одержання синтетичних волокон застосовують: поліаміди, поліефіри, поліакрилонітрил, поліолефіни, полівінілхлорид, полівініловий спирт.    
Капрон — сировиною для його виробництва є капролактам, який виробляють з продуктів переробки нафти та вугілля.
Анід — сировиною для  виробництва аніду є сіль АГ.
Лавсан (Поліетилентерефталат) — сировиною для виробництва лавсану є диметиловий ефір терефталевої кислоти та етиленгліколь.
Нітрон — сировиною для його виготовлення є акрилонітрил, який синтезують з пропилену та аміаку або ацетилену та синильної кислоти.
Поліуретан (polyurethane) або спа́ндекс (spandex) — Канада та США, ла́йкра (lycra) або неолан (neolan) — Японія, ворін — Італія, також еласта́н — загальна назва всіх видів поліуретанових еластичних ниток, високоеластичних каучукоподібних волокон.
Сировиною для виробництва спандексу є діїзоціанати та гліколіз, з яких синтезують поліуретан — вихідну сировину для виготовлення спандексу.